# Palmdale
Palmdale est une ville du comté de Los Angeles, dans l'État de Californie aux États-Unis.
Palmdale, première communauté de la vallée d'Antelope à devenir une municipalité le 24 août 1962, est située dans le nord-est du comté de Los Angeles en Californie au-delà des montagnes de San Gabriel. Au dernier recensement (en 2010), la ville avait une population totale de 116 670 personnes. À la mi-2008, sa population est estimée à 152 750 habitants selon les sources municipales, faisant de Palmdale la septième plus grande ville du comté de Los Angeles. On estime à 589 043 habitants la population de la zone urbaine Palmdale/Lancaster. La ville de Palmdale se trouve dans le désert des Mojaves, l'un des plus chauds de la planète.

## Histoire
Le village à l'origine de Palmdale a été établi en 1886 sous le nom de « Palmenthal » par des voyageurs émigrant d'est en ouest, principalement des descendants d'Allemands et de Suisses, venant du Midwest. Ces émigrants ont confondu des arbres de Joshua (yucca brevifolia) avec des palmiers et ont ainsi appelé leur campement d'après ce nom. Le village a été officiellement établi le 17 juin 1888 avec l'installation d'un bureau de poste.
Dans les années 1890, de nombreuses familles ont continué à s'installer à l'emplacement d'origine et près du village appelé Harold. Toutefois, la plupart de ces voyageurs n'étaient pas familiers avec la culture sous climat désertique et après plusieurs saisons sèches, ils abandonnèrent ces installations. En 1899, une seule famille était présente, le reste des émigrants, ainsi que le bureau de poste. Ils constituent une nouvelle communauté, plus proche du chemin de fer, qui est renommée Palmdale et se situe à l'emplacement actuel. Une gare est construite par la compagnie de chemin de fer Southern Pacific sur la ligne qui va de San Francisco à Los Angeles. Un relais de diligence, sur le parcours San Francisco - La Nouvelle-Orléans - y est aussi établi par la Wells Fargo. Les seuls vestiges restant de « Palmenthal » et « Harold » sont un vieux cimetière et une ancienne école désaffectée depuis.
La population de Palmdale commence à augmenter après son déplacement et l'eau devient rare. Ce problème est réglé en 1914 lorsque le système d'aqueduc de Californie est achevé. Pendant les années 1910, les récoltes de pommes, de poires et de luzerne deviennent abondantes.
L'année 1915 voit l'apparition du premier journal de Palmdale.
En 1921, la première liaison majeure est créée entre Los Angeles et Palmdale, la route no 6, ou « Mint Canyon Road ». L'achèvement de cette route permet à l'agriculture locale de prospérer et constitue la première étape de son accession au stade de ville. Actuellement, cette route est connue sous le nom de « route de la sierra ».
L'agriculture continua à être l'activité principale de Palmdale et de sa voisine septentrionale, Lancaster, jusqu'au début de la Seconde Guerre mondiale. Dès 1933, le gouvernement des États-Unis établit la base aérienne de Muroc au nord de Lancaster dans le Comté de Kern, maintenant connue comme la base d'Edwards. Il achète aussi l'aéroport régional de Palmdale (en) en 1952. Un an plus tard, Lockheed Martin s'installe à l'aéroport. À partir de ce moment, l'industrie aérospatiale devient la source d'emploi la plus importante. De nos jours, la ville est fréquemment surnommée « la capitale aérospatiale des États-Unis » du fait de son riche héritage, particulièrement dans le domaine de l'aviation militaire.
En août 1962, la commune de Palmdale est devenue officiellement la ville de Palmdale, elle s'étend sur une surface de 5 km2 autour du centre actuel.
En 1963, l'autoroute de la vallée d'Antelope, State Highway 14, est achevée pour relier Palmdale et Los Angeles. C'est à ce moment que l'on parle d'un futur aéroport intercontinental comme voie du futur. En 1965, la nouvelle ville annexe 52 km2 supplémentaires de terrain et l'industrie prospère. Les discours sur le futur aéroport amènent beaucoup d'investisseurs achetant de grandes quantités de terres.
Les années 1980 et 1990 sont les décennies qui ont vraiment commencé à définir les deux villes de la vallée d'Antelope. Le prix modéré des logements dans le secteur a entraîné une augmentation considérable de la population. La ville est devenue une ville-dortoir pour les salariés de Los Angeles. Pendant les années 1980 et même 1990, Palmdale était la ville ayant la plus forte croissance de Californie. En 1980, la population de Palmdale était de 12 177 habitants. En 1990, elle atteignit 68 842 personnes. À partir des années 2000, Palmdale central devint le centre commercial de la Californie Haut Désert. En 2000, la population de la ville était de 116 670 habitants. En 2002, la population de Palmdale a finalement éclipsé Lancaster, son voisin septentrional. La ville poursuit aujourd'hui sa croissance.

### Palmdale aujourd'hui
Durant les 20 dernières années cette ville a été régulièrement classée dans les 10 premières villes de plus forte croissance aux États-Unis. Pendant la plus grande partie de son existence, la population était très réduite ; cependant elle est maintenant sans doute la plus grande « des villes du désert » (du point de vue des habitants de Los Angeles) en Californie. La ville, avec ses 272 km2 de superficie, fait partie des 100 villes les plus étendues des États-Unis et depuis le recensement de 2004 la 163e ville en ce qui concerne le nombre d'habitants. La croissance rapide de la ville, dépassant sa capacité, a quelque peu détérioré son image. En effet, c'est la plus grande ville aux États-Unis sans hôpital. Un hôpital avec un service de traumatologie est en projet. Dans le film Bubble Boy, Palmdale est dépeinte comme un petit groupe de maisons et un arrêt de bus - une vision datant des années 1970 et de ce que quelques magnats de l'industrie hollywoodienne se souviennent qu'elle a été.
Bien que Palmdale fasse partie du comté de Los Angeles, les centres urbains de Palmdale et Los Angeles sont séparés par les montagnes de San Gabriel sur une largeur d'environ 60 km. Cette chaîne forme le bord méridional de la vallée d'Antelope du désert des Mojaves. Palmdale est une des deux principales villes de cette vallée et la troisième ville la plus peuplée du désert des Mojaves. Seuls Las Vegas et Henderson ont une population plus importante.

## Géographie
Selon le Bureau de Recensement, sa superficie totale est de 272,2 km2, dont 0,13 % (0,4 km2) est constituée de plans d'eau, dont le Palmdale Lake.
La ville de Palmdale est divisée de manière non officielle en 12 quartiers distincts : le centre-ville ou Old Town Palmdale (centre civique), Trade & Commerce Center (le centre principal des magasins), Desert-View Highlands, Anaverde (autrefois City Ranch), Rancho Vista, Ritter Ranch (limite occidentale), Sun Village, Harold (ancienne colonie près de Lake Palmdale), Quartz Hill, Lake Los Angeles et Leona Valley.
Contrairement à Santa Clarita ou à Los Angeles, les habitants de Palmdale n'utilisent pour la plupart pas le nom de leurs secteurs particuliers dans leur adresse postale. Ceci est surtout en raison du système de numérotation de rue local qui est presque complètement mis en ordre alphabétique et numérique, ce qui rend la localisation plus facile.

## Démographie
| Groupe                           | Palmdale | Californie | États-Unis |
| -------------------------------- | -------- | ---------- | ---------- |
| Blancs                           | 49,0     | 57,6       | 72,4       |
| Autres                           | 25,4     | 17,0       | 6,2        |
| Afro-Américains                  | 14,9     | 6,2        | 12,6       |
| Métis                            | 5,4      | 4,9        | 2,9        |
| Asiatiques                       | 4,3      | 13,1       | 4,8        |
| Amérindiens                      | 0,9      | 1,0        | 0,9        |
| Océaniens                        | 0,2      | 0,4        | 0,2        |
| Total                            | 100      | 100        | 100        |
|                                  |          |            |            |
| Hispaniques et Latino-Américains | 54,4     | 37,6       | 16,7       |

En 2010, la population hispanique et latino est majoritairement d'origine mexicaine et salvadorienne, les deux communautés représentant respectivement 38,1 % et 6,2 % de la population.
Selon l'American Community Survey, en 2010, 58,34 % de la population âgée de plus de 5 ans déclare parler l'anglais à la maison, 36,64 % déclare parler l'espagnol, 1,55 % le tagalog et 3,47 % une autre langue.
| 1960   | 1970  | 1980   | 1990   | 2000    | 2010    |
| ------ | ----- | ------ | ------ | ------- | ------- |
| 11 522 | 8 511 | 12 277 | 68 842 | 116 670 | 152 750 |

## Jumelages
- Poncitlán (Mexique)

## Économie
L'industrie la plus importante pour Palmdale est l'industrie aérospatiale, les navettes spatiales américaines ont été construites dans cette ville ainsi que les Northrop B-2 Spirit de Northrop Grumman dans l'usine Air Force Plant 42, une propriété de l'USAF. Cependant dans les temps récents, d'autres compagnies de fabrication sont revenues à Palmdale pour bénéficier des terrains à prix abordables, la proximité de l'aéroport de Palmdale, et les réductions d'impôt spéciales de la ville. L'un des radars du centre de contrôle aérien de l'Autorité de l'aviation civile américaine (FAA) se trouve dans le désert à Palmdale.